# ドッカン!ロボ天どん
『ドッカン!ロボ天どん』（ドッカン!ロボてんどん）は、1995年10月5日から1996年3月28日まで毎週木曜7:35-8:05の時間帯においてテレビ東京のあにめあさいち内で放送されたアニメ。全26話。

## スタッフ
- 原作：竜の子企画室
- シリーズ構成：桜井正明
- キャラクターデザイン：徳山光俊、はしもとかつみ
- 美術監督：脇威志
- プロデューサー：妹尾祐子（創通映像）、由井正俊（竜の子プロ）
- 監督：笹川ひろし
- 制作：タツノコプロ、創通エージェンシー
- 音響監督：鈴木祐子
- 制作担当：堀川憲司
- 色指定：佐久間クミ子
- 撮影：竜の子プロ、横山幸太郎
- 効果：井上裕
- 調整：成田一明
- 録音スタジオ：整音スタジオ
- 音響制作：ザックプロモーション
- 現像：東京現像所

## 主題歌
- OP「Dokkan Beat」（作詞：佐藤ありす　作曲：池毅　編曲：矢田部正　歌：朝川ひろこ&影山ヒロノブ）
- 挿入歌「出逢いはミラクル」（作詞：佐藤ありす　作曲・編曲：石川恵樹　歌：朝川ひろこ&影山ヒロノブ）

## キャスト
- ロボ天どん：林原めぐみ
- 菜部サラダ：川上とも子
- 釜田グラタン：高山みなみ
- ウガーリック：山野井仁
- 呼び出しアサリ：まるたまり
- のこったおじさん/ミスターパニック：星野充昭
- タバチュコ/変な先生です/ミジメ鳥/生徒（おおたに）/天女：大谷育江
- ガラポンおやじ/医者：稲葉実
- ナガシメ/由井先生：鈴木勝美
- 天罰おじさん/松尾不精：増岡弘
- 幽霊/ツタンラーメン：千葉繁
- おにぎりおじさん/鉄人：緒方賢一

## 放映リスト
| 話数 | サブタイトル             | 脚本     | 絵コンテ     | 演出     | 作画監督   | 放映日         |
| ---- | ------------------------ | -------- | ------------ | -------- | ---------- | -------------- |
| 1    | おにぎりでドッカン!      | 桜井正明 | 笹川ひろし   | 浅田裕二 | 井口忠一   | 1995年 10月5日 |
| 2    | ドッキリ写真集           | 桜井正明 | 笹川ひろし   | 雄谷将仁 | 森島範子   | 10月12日       |
| 3    | ボヨヨ～ン、おっぱい     | 桜井正明 | 浅田裕二     | 井硲清高 | 菊地洋子   | 10月19日       |
| 4    | 対決! 鉄人屋台           | 桜井正明 | しぎのあきら | 雄谷将仁 | 本多哲     | 10月26日       |
| 5    | 走れ、男の友情           | 桜井正明 | 笹川ひろし   | 井硲清高 | 小曽根孝夫 | 11月2日        |
| 6    | ガラポンでドッカン       | 桜井正明 | しぎのあきら | 雄谷将仁 | 青鉢芳信   | 11月9日        |
| 7    | うっふん、タバチュコ     | 桜井正明 | 上妻晋作     | 雄谷将仁 | 冨岡崇     | 11月16日       |
| 8    | 恐怖のメカバイキン       | 桜井正明 | 浅田裕二     | 浅田裕二 | 井口忠一   | 11月23日       |
| 9    | ナガシメ野球でドッカン   | 機舞孔治 | 上妻晋作     | 雄谷将仁 | 青鉢芳信   | 11月30日       |
| 10   | あなたごのみに変身       | 桜井正明 | 井硲清高     | 井硲清高 | 小曽根孝夫 | 12月7日        |
| 11   | ハチャメチャタイムマシン | 桜井正明 | 笹川ひろし   | 雄谷将仁 | 本多哲     | 12月14日       |
| 12   | 天罰でバッテン           | 城舞孔治 | 井硲清高     | 井硲清高 | 菊地洋子   | 12月21日       |
| 13   | 風流、俳句合戦           | 桜井正明 | 浅田裕二     | 雄谷将仁 | 森島範子   | 12月28日       |
| 14   | 誕生! ロボ天才           | 桜井正明 | 浅田裕二     | 浅田裕二 | 冨岡崇     | 1996年 1月4日  |
| 15   | 炎のドッカンマジック     | 械舞孔治 | 上妻晋作     | 雄谷将仁 | 井口忠一   | 1月11日        |
| 16   | 勝抜きペット合戦         | 桜井正明 | 井硲清高     | 井硲清高 | 小曽根孝夫 | 1月18日        |
| 17   | コロンダ殺人事件         | 械舞孔治 | 笹川ひろし   | 雄谷将仁 | 本多哲     | 1月25日        |
| 18   | スーパー特急便           | 桜井正明 | 井硲清高     | 井硲清高 | 清水博明   | 2月1日         |
| 19   | ナベ皿雲斎の秘密         | 桜井正明 | オグロアキラ | 雄谷将仁 | 青鉢芳信   | 2月8日         |
| 20   | ドッカンタウンの決闘     | 械舞孔治 | 浅田裕二     | 浅田裕二 | 森島範子   | 2月15日        |
| 21   | 勝負、ほんもの鑑定団     | 桜井正明 | 浅田裕二     | 浅田裕二 | 富岡崇     | 2月22日        |
| 22   | シンデレラどん物語       | 桜井正明 | 上妻晋作     | 大原実   | 井口忠一   | 2月29日        |
| 23   | 幽霊寺のお客さん         | 桜井正明 | 井硲清高     | 井硲清高 | 小曽根孝夫 | 3月7日         |
| 24   | ツタンラーメンのお宝     | 械舞孔治 | 笹川ひろし   | 雄谷将仁 | 本多哲     | 3月14日        |
| 25   | なげきのオヤビン         | 桜井正明 | 井硲清高     | 井硲清高 | 清水博明   | 3月21日        |
| 26   | 天丼は宇宙一             | 桜井正明 | 上妻晋作     | 雄谷将仁 | 青鉢芳信   | 3月28日        |